# Lijst van grotten in Frankrijk
In Frankrijk zijn zeer veel grotten in verschillende Franse departementen.
Er zijn grotten met prehistorische rotswandschilderingen en druipsteengrotten. 

## DepartementDordogne
o.a. in de Vallée de la Vézère 
- Lascaux bij Montignac
- Grotte de Rouffignac waar men met een treintje doorheen gaat.
- La Roque Saint Christophe
- Grottes des Combarelles
- Grotte du Grand Roc bij Les Eyzies de Tayac
- Grotte de Villars
- Grotte de Font-de-Gaume
- Abri du Poisson (grot van de vis) bij de Gorge d'Énfer
- La Micoque
- Grotte de Carpe-Diem
- Grotte de la Mouthe
- Grotte de St.-Cirque
- Site de la Madeleine
- Grotte de Cussac
- Grotte le Cap Blanc
- Grottes de Maxange
- Gouffre de Proumeyssac
- Gouffre de la Fage
- Gouffre géant de Cabrespines
- Gouffre de Plougrescant
- Gouffre de Bannac
- Gouffre d'Arbas
- Gouffre de Belveau
- Gouffre Berger
- Gouffre de Padirac

Zie ook: Grotten van de Dordogne

## DepartementLot
- Grottes de Cougnac
- Grotte des Merveilles
- Gouffre de Padirac
- Pech Merle
- Grot van Foissac

## DepartementLozère
- Grotte des Demoiselles
- L'Aven Armand
- Grotte de Dargilan

## DepartementGard
- Abîme de Bramabiau
- Grottes de Trabuc

## DepartementHérault
- Grotte de Clamouse

## DepartementArdèche
- Grotte Chauvet Pont d'Arc
- L'Aven d'Orgnac
- Grottes de Saint-Marcel

## DepartementVaucluse
- Grottes de Thouzon

## RegioOccitanieenAriège
- Grotte du Mas d'Azil
- Grotte de Bédeilhac
- Grottes de Bétharram
- Grotte du Bosc
- Grottes de Gargas
- Grotte de Lombrives
- Grotte Marsoulas
- Grotte Montespan
- Grotte de Niaux
- Grotte du Portel
- Grotte les Trois-Frères